# مارتن غراي
مارتن غراي (بالإنجليزية: Martin Gray)‏ (17 أغسطس 1971 المملكة المتحدة - ) هو لاعب كرة قدم بريطاني يلعب كلاعب وسط.

## وصلات خارجية
مارتن غراي على موقع قاعدة بيانات كرة القدم.إي يو (الإنجليزية)
- مارتن غراي على موقع Soccerbase.com (لاعب) (الإنجليزية)
- مارتن غراي على موقع عالم كرة القدم.نت (الإنجليزية)